# Llista de fabricants de prototipus de motocicleta dels Països Catalans
Aquesta és una llista amb els fabricants de prototipus de motocicleta dels Països Catalans al llarg de la història. La llista aplega totes aquelles empreses o particulars residents als Països Catalans que han fabricat o projectat prototipus de motocicletes en algun moment de la seva existència, agrupades en diversos apartats: prototipus (fabricats o no) i projectes inèdits, segones marques emprades puntualment per alguns fabricants, productes fabricats en petites sèries i motocicletes de competició.
Les entrades estan ordenades alfabèticament i cada una indica el lloc de fabricació, la data i l'autor del prototipus si es coneixen.
A 27 de desembre de 2012

## Prototipus i projectes
Tot seguit es llisten aquells prototipus i projectes de fabricació que restaren inèdits. Cap d'ells no va ser posat en producció per motius diversos, malgrat arribar-se a presentar en fires de mostres i similars en més d'un cas.

### ArianeTech
Lloc: Cabrera de Mar / Període: 2004-Actualitat
Empresa d'enginyeria que dissenya i construeix prototipus per a fabricants de motocicletes. També fabrica les seves pròpies motos de velocitat, sota la marca Ariane.

### Artés (o Artés de Arcos)
Lloc: Barcelona / Període: 1965-1973
Intent de l'empresa Artés de Arcos de fabricar una "beach-bike" (motocicleta per a conducció sobre dunes), destinada al mercat nord-americà. Vegeu també Artés (Prunés).

### Bresson
Lloc: Barcelona / Data: 1901
Projecte de construcció d'una motocicleta propulsada per caldera de vapor. L'autor fou Eugeni Bresson.

### Condal
Lloc: Barcelona / Període: 1952-1953
Prototipus d'escúter amb motor de 100 cc dos temps que volia fabricar l'empresa Urgell y Gomà SL (vegeu Pony). No s'arribà a fabricar com estava previst, ans com a tricicle de repartiment amb motor Hispano Villiers (1953). A partir de 1954 es conegué com a Pato.

### Elite
Lloc: Barcelona / Data: 1956
Projecte de motocicleta fet per José Ramal Vidal, amb motor Hispano Villiers i quadre estampat inspirat en el model Max de NSU (duia un gran silenciador i transmissió secundària sota càrter estanc).

### Eucort
Lloc: Barcelona / Data: 1950
Prototipus que volia construir el fabricant d'automòbils Eucort per mirar de reflotar el seu negoci en decadència.

### HAMAR
Lloc: Barcelona / Data: 1948
Prototipus fet per la firma Hierros, Aceros, Maquinaria, Autos i Recambios. Res a veure, doncs, amb el mot hamar (equivalent al número deu en basc).

### INCA
Lloc: Barcelona / Data: 1928
Prototipus de motocicleta d'1 ¼ HP de potència. Alguns dels seus components els aprofità més tard la marca SSS de Valsolet (vegeu aquesta entrada).

### IVE
Lloc: Barcelona / Data: 1924
Fabricant de bicicletes que el 1924 mirà de fabricar motocicletes amb motors Villiers de 150 i 175 cc.

### Liporto
Lloc: Barcelona / Data: 1948
Prototipus de motocicleta plegable amb motor de 98 cc, exhibit a la Fira de Mostres de Barcelona de 1948.

### Maquer
Lloc: Barcelona / Data: 1952
Prototipus de Miniescúter amb motors Mosquito o Galgo.

### Maquitrans
Prototipus d'escúter presentat a la Fira de Mostres de Barcelona de 1952 per Maquinaria y Elementos de Transporte S.A. (empresa dedicada al manteniment de troleibusos i tramvies). Fou arraconat en favor dels tricicles de repartiment.

### Mavisa
Intent no reeixit de fabricar, a Sant Cugat del Vallès, un model de motocicleta molt elaborat i revolucionari al seu temps (1957-1960). No tirà endavant per manca de mitjans.

### Miky
Lloc: València / Data: 1957
Motopatí amb motor Mosquito M60 presentat a la Fira de Mostres de Barcelona de 1957.

### Miró
Lloc: Barcelona / Data: 1946
Prototipus fet per Ignasi Miró, un dels tres socis del fabricant de motocicletes Semior. Duia motor Villiers i se'n va construir només una.

### Moan
Lloc: L'Albufera de València / Data: 1956
Prototipus de motocicleta amfíbia amb motor de 250 cc pensada per a circular pels arrossars i séquies valencians.

### Pegula
Lloc: La Riba / Data: 1924
Prototipus de motocicleta per al qual s'arribà a demanar la patent industrial.

### Poker
Lloc: Manresa / Data: 1989
Minimoto amb motor Franco Morini feta per TJT (empresa auxiliar del sector de la motocicleta) amb la intenció d'exportar-la a Itàlia. Es presentà al Saló de Milà de 1989.

### Rued
Lloc: Caldes de Montbui - Sentmenat / Data: 1985
Motocicleta agrícola en dues versions, dissenyada pel tècnic en automoció Jordi Martín Clerch.

### Sabaté
Lloc: Barcelona / Data: 1951
Prototipus de "Flat Twin" de quatre temps, transmissió per cardan i canvi per embragatge automàtic. Projecte abandonat per manca de mitjans econòmics.

### Solerita
Lloc: Barcelona / Data: 1947
Projecte de Minimoto amb motor Alpha de ¾ HP.

### Super CC
Lloc: Barcelona / Data: 1954
Projecte de motocicleta amb motor Hispano Villiers de 125 cc que intentà produir la firma Crédito Ciclista. Es presentà a la Fira de Mostres de Barcelona. de 1954.

### TM
Lloc: Menorca / Data: 1979
Projecte de Minimoto amb motor Franco Morini.

### Valls
Lloc: Barcelona / Data: 1955
Prototipus de motocicleta amb motor de 125 cc dos temps amb admissió per disc rotatiu, dissenyat per un fabricant de motors d'aeromodelisme.

### Altres...
Tot seguit, es llisten fabricants de prototipus de motocicleta i models singulars catalans dels quals no se n'ha trobat més informació que el seu nom relacionat a la guia editada el 2011 pel Museu de la Moto de Barcelona:
- Barcino (Barcelona, 1960)
- Boronat (Barcelona, 1950)
- Cercós (Barcelona, 1953)
- Costa (Molins de Rei, 1976)
- Dalna (Cornellà de Llobregat i Sant Just Desvern, 1983)
- Grau (Barcelona, 1949)
- JAS (Barcelona, 1950)
- M.A.P. (Barcelona, 1950)
- Metalur (Barcelona, 1950)
- Minco (Barcelona, 1973)
- Olper (Barcelona, 1958)
- Paxau (Torelló, 1970-1980)
- Salomó (Barcelona, 1936)
- Soler Replica (Bassella, 1953)
- Veluti (Barcelona, 1950)
- Ventayol (Barcelona, 1952)
- V.U. (Barcelona, 1951)
- WAW (Barcelona, 1953)

## Segones marques
Tot seguit es llisten segones marques de fabricants coneguts que, per motius diversos, no tingueren gaire recorregut.

### JFC
Marca adoptada eventualment pel fabricant barceloní Fusté entre 1930 i 1936.

### MC
Marca adoptada eventualment per l'empres barcelonina Construcciones Mecánicas Clúa entre 1951 i 1953.

### MH
De "Montesa Honda". Marca assignada a Montesa el 1982, un cop fusionada amb Honda, per als seus models de trial (Cota 123, 200 i 349). Se'n fabricaren poques unitats i de seguida es tornaren a comercialitzar amb marca Montesa.

### MTV
De "Motocicleta Trans Virgili". Intent no reeixit de fabricar el model de trail Yack i alguns ciclomotors amb motor Zündapp per l'amo de la barcelonina Mototrans entre 1979 i 1987.

## Productes fabricats en petites sèries
Tot seguit es llisten productes que sí que s'arribaren a fabricar, tot i que en quantitats poc significatives.

### Alce
Període: Dècada de 1950
Escúter amb motor Narcla.

### Artés (Prunés)
Lloc: Barcelona / Període: 1951-1953
Els germans Josep, Fermí, Valentí i Ramon Prunés fabricaren dues motocicletes artesanals de 125 cc el 1951 a les instal·lacions d'Artés de Arcos, motiu pel qual les anomenaren Artés quan les matricularen, el 1953. Vegeu també Artés de Arcos (més amunt).

### Bonet
El Bonet, fabricat a Barcelona el 1889 per Francesc Bonet i Dalmau, fou el primer vehicle propulsat per un motor de combustió interna fet als Països Catalans. Tot i que ha estat considerat el primer automòbil català, en realitat era un tricicle i, per tant, estaria regulat per la Federació Internacional de Motociclisme i no pas per la d'automobilisme.

### Centauro
Lloc: Barcelona / Període: 1967
Escúter fabricat a Barcelona el 1967 per Carlos Sotelo, partint d'una Lambretta 200. Mai no va aconseguir comercialitzar el seu producte i, per tant, se'n va fer una sola unitat.

### España
Lloc: Barcelona / Període: 1914-1916
Motocicleta anglesa adaptada al gust català per Enric Forns.

### Gubern
Motocicleta fabricada a Barcelona el 1955. Se'n va fer una sola unitat degut a problemes administratius que n'impediren la fabricació en sèrie.

### Jimbell
Lloc: València / Període: Dècada de 1950
Les Jimbell passaren per ser unes motocicletes fabricades per Jiménez Bello, un valencià d'ètnia gitana, i obtingueren per tant tot el suport propagandístic del franquisme de l'època. De fet, s'ha dit que en realitat es tractava d'unitats de la motocicleta anglesa Sun amb motor Villiers, entrades de contraban per València.

### JT Elías
Lloc: Manresa / Període: 1988-1991
Motoreta amb motor Franco Morini que intentava facilitar el pas gradual de la bicicleta de trial a la moto de trial.

### Lleys
Lloc: Barcelona / Període: Dècada de 1910
Lleys era el distribuïdor de la marca francesa Griffon a Barcelona. Adaptà les motos al gust català i fabricà també algun model de competició.

### Sicilia
Lloc: Barcelona / Data: 1947
Minimoto coneguda també com a MB. Se'n feu només una.

### Valsolet
Lloc: Barcelona / Període: 1943-1945
Continuador dels velomotors SSS, als quals apujà de cilindrada fins als 96 cc.

## Motocicletes de competició
Tot seguit es llisten aquells models de competició que es fabricaren de forma artesanal o en poca quantitat.

### A. Badia
Lloc: Palautordera / Data: 1928
Velomotor de curses amb motor de dos temps de 100 cc, sobrealimentat.

### AMC
Lloc: València / Data: 1952
Motocicleta de curses feta pel motociclista Adrián Muñoz. Una sola unitat.

### Badia (Feb-Kart)
Lloc: Cambrils / Data: 1989
Ciclomotor de curses amb motor de 49 cc automàtic amb doble variador. Fet per la firma Feb-Kart.

### Ballesta Special
Lloc: Barcelona / Data: 1933
Velomotor de curses amb motor de dos temps de 100 cc procedent de la marca francesa Ravat.

### BEON
Lloc: Barcelona / Període: 2007-Actualitat
Motocicletes de curses per a la categoria de Moto3 desenvolupades per l'empresa Beon Automotive, SL ("BeOn").

### Beta Trueba
Prototipus de motocicletes de trial fets pel taller Motos Trueba i Pere Ollé en col·laboració amb la fàbrica italiana Beta.

### B.T
Lloc: Sitges / Període: 1923-1926
Motocicleta de curses amb motor francès Train de 123 cc. Se'n feu una curta producció en sèrie.

### BYRA
Lloc: Barcelona / Període: Dècada de 1970
Amb aquesta marca es fabricaren dues motocicletes de curses: una triciclíndrica de 750 cc amb xassís Rickman i una quadricilíndrica de 1.000 cc amb motors d'OSSA Yankee (aquesta darrera participà en les 24 Hores de Montjuïc el 1972). L'autor en fou Ferran Batlló i partí respectivament dels models 175 i 250 d'OSSA.

### Escalé
Lloc: Barcelona / Data: 1919
Motocicleta de curses de gran cilindrada partint d'una Indian nord-americana. Una sola unitat.

### Faura
Lloc: Barcelona / Data: 1945
Motocicleta de curses amb motor Sachs feta per Ignasi Faura per a competir amb les Montesa de l'època. Una sola unitat.

### Figueras
Lloc: Barcelona / Data: 1924
Bicicleta de curses amb motor DKW tipus "cogombre".

### Fopi
Lloc: Barcelona / Període: 1959-1961
Motocicleta de curses feta a còpia de barrejar el bo i millor de Bultaco i Montesa, fabricada per Ernest Millet Foca i Joaquim Sagnier Pingüino. Més tard esdevingué una autèntica motocicleta de Gran Premi, dissenyada per Piti Millet.

### Lomat
Lloc: Les Franqueses del Vallès / Període: Dècada de 1970
Motocicletes de velocitat amb motors Autisa, Derbi, Gimson, Kreidler, Lambretta i Suzuki.

### MIR
Lloc: Alberic / Període: 2010-2011
Motocicleta de curses en categoria Moto2 desenvolupada per l'empresa MIR Racing SL d'Alberic, sota la direcció de l'antic campió d'Europa Julián Miralles.

### Monlau
Lloc: Barcelona / Període: 2014-Actualitat
Motocicleta de curses per a la categoria de Moto3 desenvolupada pels alumnes d'enginyeria de l'escola Monlau.

### Molina
Lloc: Elda / Període: 1981-1983
Motocicleta de curses amb xassís Tavi (vegeu aquesta entrada) i motor Kreidler.

### MT
Lloc: Barcelona / Període: 1952-1953 i dècada de 1960
Inicialment, fou la marca dels tricicles fets per Maquitrans (vegeu aquesta entrada). El 1967 es tornà a adoptar aquesta marca per a una motocicleta de curses de 250 cc, i a partir de 1968 per a una gamma de ciclomotors de Ducati Mototrans.

### Nano
Lloc: Alzira / Data: 1980
Motocicleta de curses de 50 cc feta pel pilot Juan "Nano" Bono.

### Ribas
Lloc: Barcelona / Període: 1952-1953
Motocicleta de curses amb motor Sachs feta per Engranajes Ribas. Una sola unitat, que participà en 3 curses.

### Altres...
Tot seguit, es llisten fabricants de motocicletes de competició catalans dels quals no se n'ha trobat més informació que el seu nom relacionat a la guia editada el 2011 pel Museu de la Moto de Barcelona:
- Abad (Badalona, 1983)
- Canivell (Barcelona, 1946)
- Carrera (Barcelona, 1976)
- Cobas (Barcelona, 1984)
- F.R. (Barcelona, 1983-1986)
- H.V.M. (Barcelona, 1970-1980)
- Jafra (Sant Pere de Ribes, 1980)
- J.B.N. (Argentona, 1977)
- Linares (L'Hospitalet de Llobregat, 1984-1996)
- Mostajo (Barcelona, 1970)
- Moto Font (Sant Pere de Ribes, 1980)
- Nadal (Vilassar de Mar, 1980-1990)
- Norgren (Terrassa, 1998-2000)
- Peinado Vallès (Barcelona, 1981)
- Raf (Barcelona, 1920)
- Romaval (Vic, 1969)
- SC (feta pel mecànic Carmona a Vilassar de Dalt durant la dècada de 1980)
- Serra (Olot, 1981)
- Speed Fiber (Canovelles, 1983)
- Sputnick (Barcelona, 1958)
- Tecfar (Barcelona, 1982-1981)
- Tragavientos (Terramar, 1926)
- Vetmo (Sabadell, 1981)
- Vicru (Prats de Lluçanès, 1977)
- Vulpes (Terrassa, 1980-1983)